# Joodse begraafplaats (Harderwijk)
De Joodse begraafplaats De Veldkamp te Harderwijk is gelegen aan de Lindenlaan in deze Gelderse gemeente. De begraafplaats is ooit buiten de stad aangelegd, maar ligt nu in de schaduw van een modern appartementencomplex. Het betreft een rechthoekig gebied met strak in het gelid staande grafstenen tussen hoge oude bomen.
De eerst bekende aanwezigheid van een Jood in Harderwijk dateert van 1590. In de zeventiende eeuw was vestiging er lange tijd niet toegestaan, maar vanaf 1760 konden Joden de rechten van ingezetene verkrijgen en twee jaar later werd hen ook het poorterschap gegund. Veel Joden hadden in die tijd banden met de plaatselijke universiteit.

## Begraafplaats aan de stadsmuur
Een eerste Joodse begraafplaats in Harderwijk bestond vanaf 1716. Deze begraafplaats was tot stand gekomen na een verzoek van bankhouder Mozes Heijman Mozes. Op 30 september 1716 kreeg hij toestemming het afgegraven walletje langs de stadsmuur achter de Grote Poort te gebruiken als begraafplaats voor hem en zijn bedienden.

## De Veldkamp
Wanneer de tweede Joodse begraafplaats, De Veldkamp, precies gesticht werd, is niet bekend, maar het zal in het tweede gedeelte van de 18de eeuw zijn geweest. In de bewaard gebleven 'resolutien van de Magistraat' van vrijdag 10 februari 1764 staat: "de Heeren Presidenten zijn versogt en geautoriseert om een bequaame begraafplaats voor de Joodse natie op haar verzoek uit te sien, op rapport".
In 1852 werd in het nabijgelegen Tonsel door de Joodse gemeenschap van Harderwijk een nieuwe begraafplaats ingericht.
Na de Tweede Wereldoorlog werd de Joodse gemeente van Harderwijk opgeheven; slecht enkelen waren na de Holocaust teruggekeerd van de onderduik of de vernietigingskampen. De Veldkamp wordt sedert 1955 onderhouden door de afdeling plantsoenen van de burgerlijke gemeente Harderwijk. De begraafplaats is een gemeentelijk monument.

## Afbeeldingen

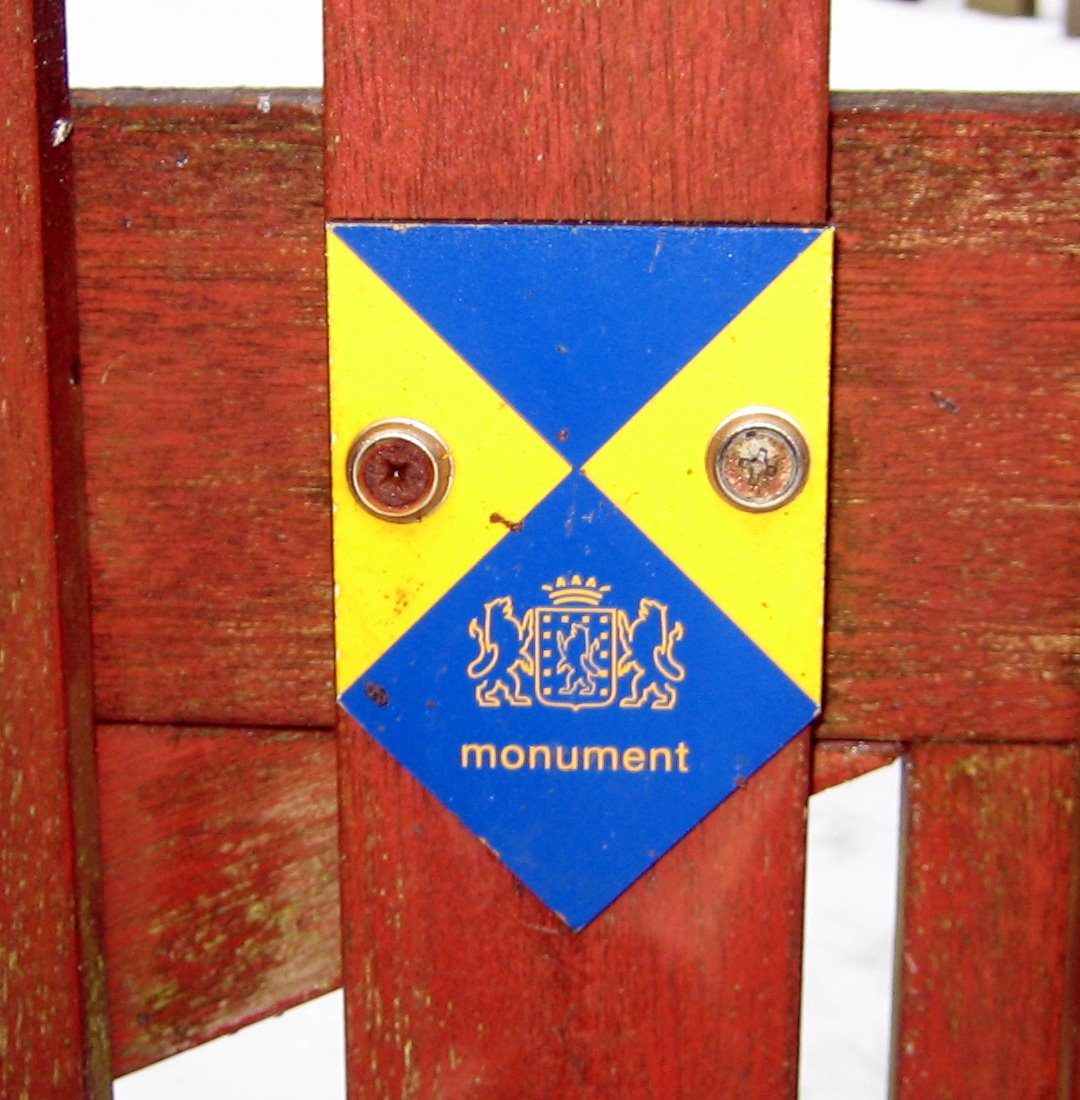
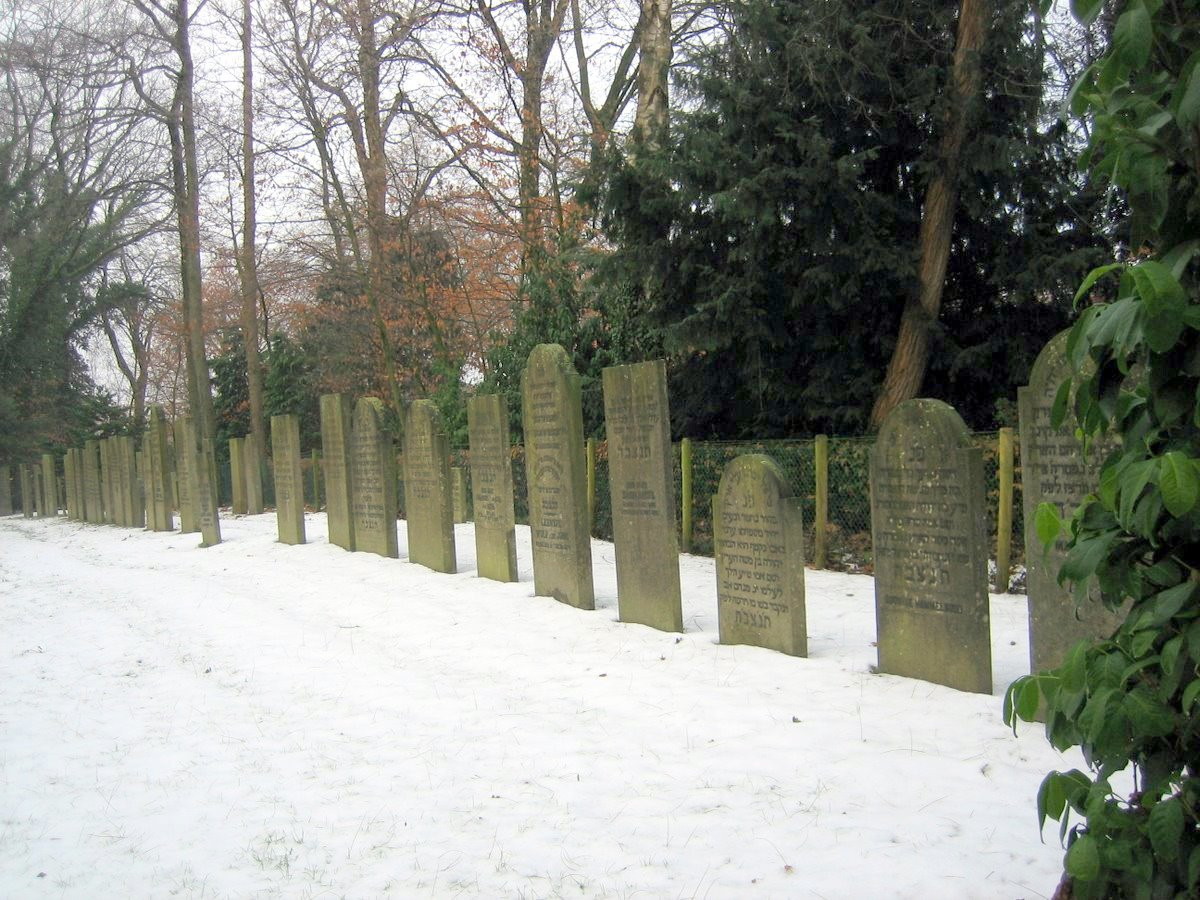
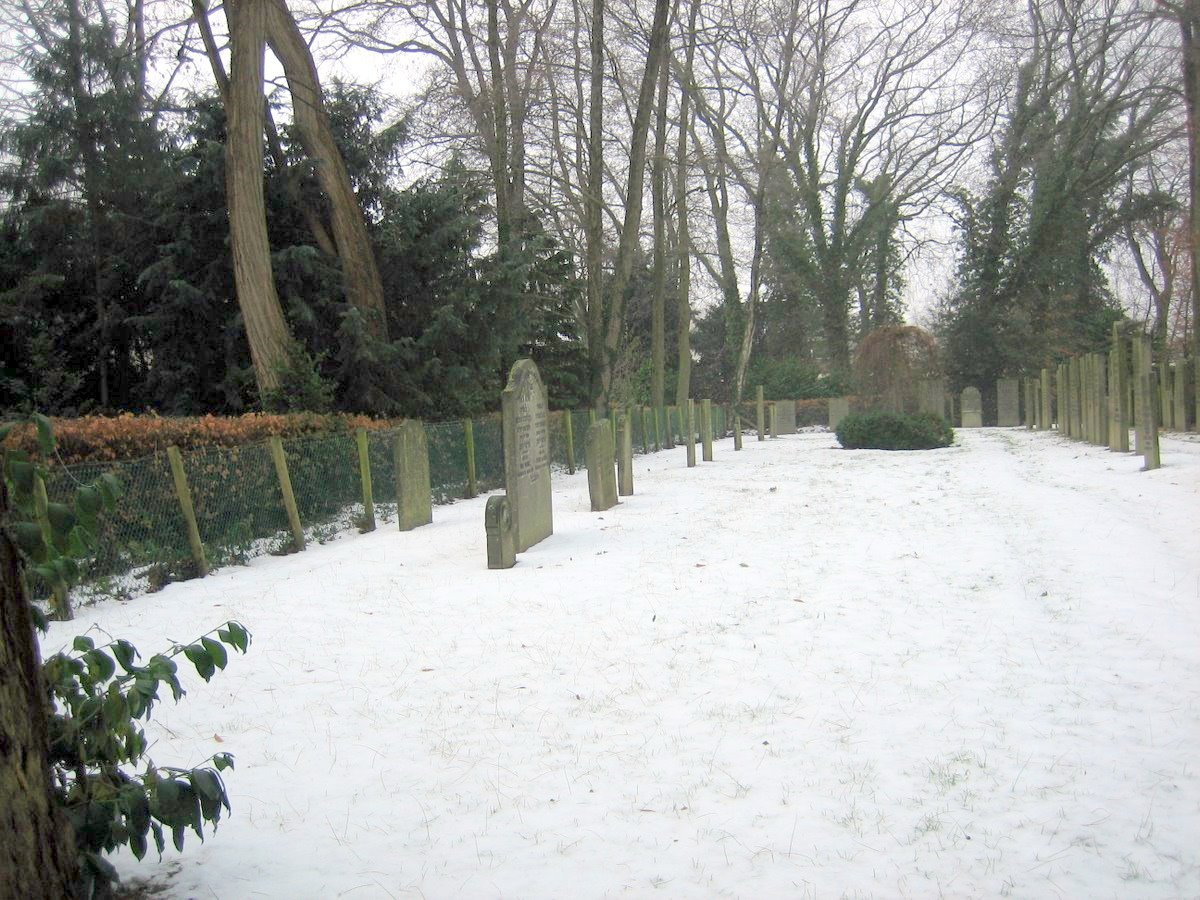
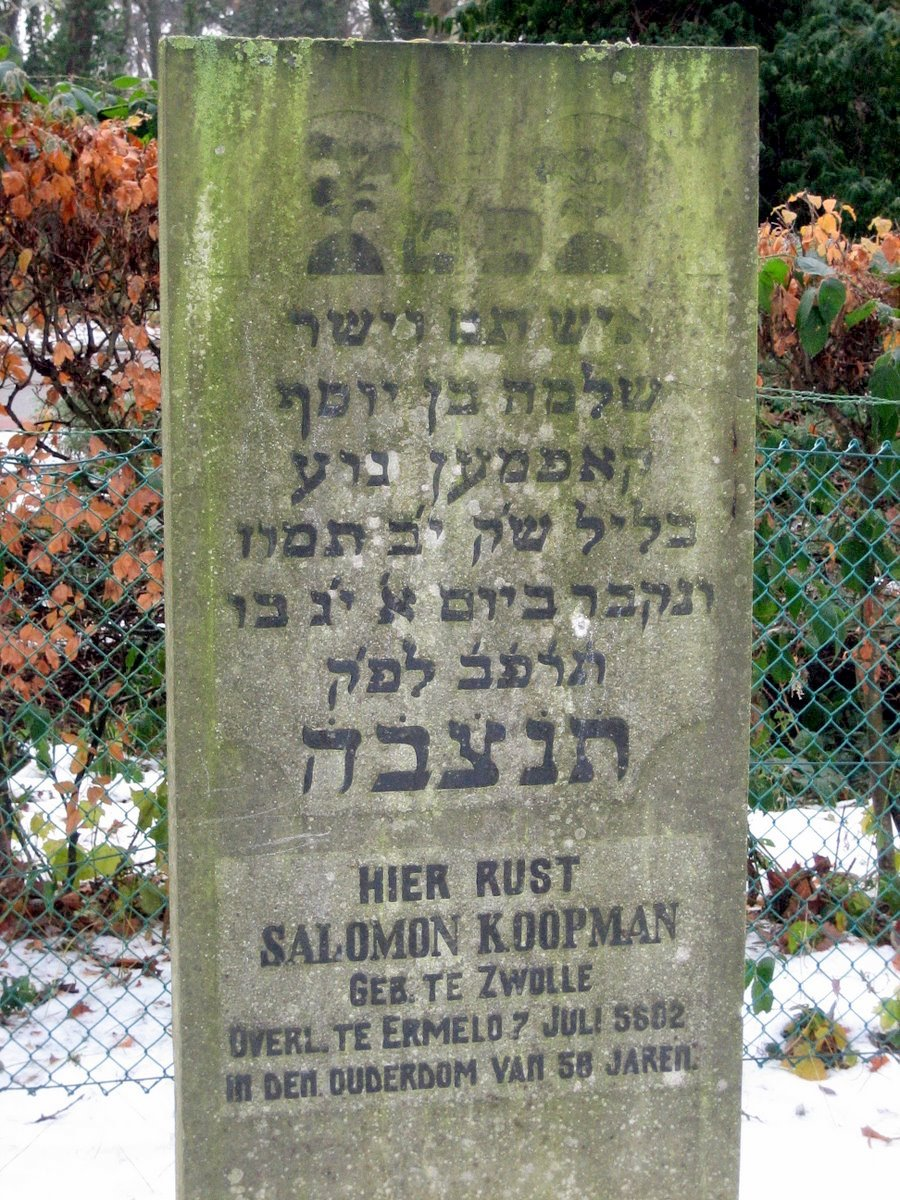
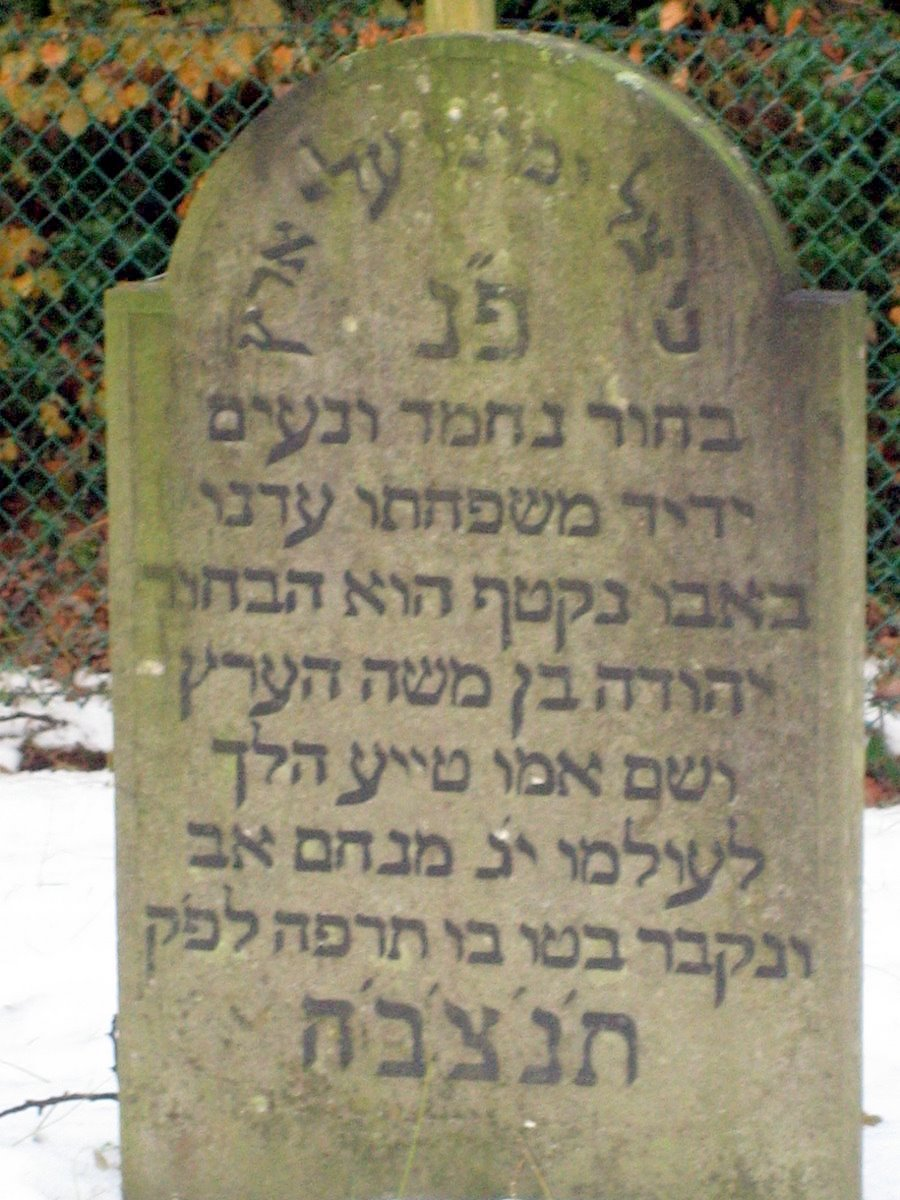